# 日本旅行作家協会
日本旅行作家協会（にほんりょこうさっかきょうかい）とは、旅行に関連した仕事をする旅行作家、編集者、写真家、放送関係者、翻訳家、研究者並びに広報担当者等で組織する専門家団体。
1973年（昭和48年）9月に会員数30名で発足し、現在は、正会員約220名のほか、観光関連事業者等からなる賛助会員もいる。

## 役員・会員
- 会長：下重暁子
  - 創立以来、会長は斎藤茂太だったが、2006年11月に逝去したため、第2代会長は副会長であった兼高かおるが就任した。2011年に３代目会長として創立メンバーの一人である下重暁子が就任し、兼高は名誉会長に就任した。なお、創立会長として斎藤の名前は永遠にとどめることとしている。
- 副会長：小谷明、中村浩美
- 専務理事：芦原伸
- 事務局長：八重野充弘
- 他に、常任理事、理事、評議員、顧問理事がある。
- 会の組織としては、国・地域別グループ、部門別グループがあり、有志会員により活動している。

## 沿革
- 1973年9月 設立宣言完成、協会発足。
- 1979年1月 国別グループ発足。
- 1987年4月 インド親善旅行。
- 1993年11月 20周年記念パーティー。
- 1994年5月 「ツアー・オブ・ザ・イヤー'93」（第1回）を発表。
- 1997年 阪神電鉄との協力事業として「ハービス旅大賞」の審査はじまる。現在では、紀行エッセイ部門と写真エッセイ部門がある。
- 2003年11月 30周年記念パーティー（郵船クルーズ「飛鳥」船上）。
- 2006年11月 斎藤茂太会長逝去。
- 2007年11月 新会長に兼高かおるが就任。
- 2009年８月 一般社団法人として登録。
- 2011年５月 兼高かおるが退任して名誉会長に。新会長に下重暁子が就任。
- 2013年11月 40周年パーティー。
- 2016年 斎藤茂太創立会長の遺志を受け継ぎ、旅行文化と紀行文学の発展に寄与することを目的に「斎藤茂太賞」を設立[1]。第1回の同賞に星野保の『菌世界紀行――誰も知らないきのこを追って』（岩波書店）、同特別賞に田中真知の『たまたまザイール、またコンゴ』（偕成社）を選ぶ[2]。
- 2017年 第2回斎藤茂太賞に今尾恵介の『地図マニア 空想の旅』（集英社インターナショナル）、同審査員特別賞に村上大輔の『チベット 聖地の路地裏ー八年のラサ滞在記』（法藏館）を選ぶ[3]。

## 会員による旅関係の著作一覧
最近のものを挙げる。
- 沖島博美 プラハ旅物語（東京書籍）
- 中村浩美 YS-11 世界を翔けた日本の翼（祥伝社新書）、日本全国飛行機旅行（昭文社）
- 櫻井寛 豪華寝台特急の旅、三大大陸鉄道の旅（世界文化社）、今すぐ乗りたい！ 世界名列車の旅（新潮社）
- 野田隆[4] 駅を楽しむ！ テツ道の旅（平凡社新書）、乗りテツ大全　～鉄道旅行は３度楽しめ！（平凡社新書）、貯本日本（ポプラ社）
- 池田健二 フランス・ロマネスクへの旅（中央公論新社）
- 渡辺秀子 こんなに安くて楽しい『豪華客船』の旅2000～2007／世界のクルーズ旅行2008，2009，2010，2011，2012（双葉社）
- 芦原伸 さらばブルートレイン！（講談社）
- 沖島博美 ザルツブルク（日経ＢＰ社）
- 瀧澤信秋 365日365ホテル 上（マガジンハウス）

角川地球人BOOKS
- 斎藤茂太 モタさんの世界のりもの狂走曲
- 下重暁子 砂漠に風が棲んでいる
- 八重野充弘 埋蔵金伝説を歩く～ボクはトレジャーハンター
- 田部井淳子 山からの贈り物
- 芦原伸 ロシア一九九一、夏

## 日本旅行作家協会賞
- 第1回受賞者1983年 戸塚文子
- 第2回受賞者1989年 兼高かおる
- 第3回受賞者1993年 宮脇俊三
- 第4回受賞者1999年 森本哲郎
- 第5回受賞者2003年 三浦雄一郎
- 第6回受賞者2013年 椎名誠